# Thomsoniet-Ca
Het mineraal thomsoniet-Ca is een gehydrateerd aluminium-silicaat, met de chemische formule NaCa2(Al5Si5O20) · 6H2O. Thomsoniet-Ca-kristallen zijn meestal wit, maar er kunnen ook rozige, gelige en groenachtige exemplaren voorkomen. Het kristalstelsel is orthorombisch. Het mineraal is noch magnetisch, noch radioactief. Thomsoniet-Ca behoort tot de zeolieten en is een van de mogelijke variëteiten van thomsoniet; het andere is het strontiumhoudende mineraal thomsoniet-Sr.

## Naamgeving
Thomsoniet-Ca is in 1820 genoemd als eerbetoon aan de Schotse scheikundige en geoloog Thomas Thomson. Daarvoor had het ongeveer 20 verschillende namen.

## Ontstaan en herkomst
Thomsoniet-Ca is een zeer alledaags mineraal en wordt vrijwel overal ter wereld aangetroffen. Het komt meestal voor in holten in lava (vooral basalt). Soms wordt het gevonden in dunne, parallelle lagen van metamorf gesteente, schisten genaamd.
Noemenswaardige afzettingslocaties zijn onder andere de Faeröereilanden, de Eifel (Duitsland) en in Catania (Sicilië) en Ligurië (Italië). In de Verenigde Staten wordt thomsoniet-Ca aangetroffen in Kern County (Californië), Table Mountain (Colorado), Cook County (Minnesota) en bij Globe (Oregon). Op de Britse eilanden is het mineraal te vinden in de Kilpatrick Hills in de Schotse regio Strathclyde en rond de stad Bishopton (Schotland). De typelocatie is Old Kilpatrick in Schotland.

## Kenmerken
Thomsoniet-Ca behoort tot de zeolietgroep en is dus een tectosilicaat. Aan de molecule, bestaande uit de elementen natrium, calcium, aluminium, silicium en zuurstof, zijn 6 moleculen kristalwater vastgehecht. Bij verhitting stoot het, zoals alle zeolieten, dit kristalwater uit. Thomsoniet-Ca lost gedeeltelijk op in zoutzuur en verandert dan in een soort gel (dit proces heet gelatinisatie).
Het mineraal komt onder verschillende vormen voor: het kan naaldvormig zijn (aciculair) en uitwaaieren vanuit 1 punt, het kan een gelaagde structuur hebben (lamellair), het kan voorkomen in geodes en als compacte kristallen.